# John Michael Jumper
John Michael Jumper est un scientifique et entrepreneur américain. Cofondateur de AlphaFold, il est co-lauréat avec Demis Hassabis et David Baker du prix Nobel de chimie 2024 pour ses travaux « pour la prédiction de la structure des protéines ».